# Breno Mello
Breno Higino de Mello (Porto Alegre, 7 de setembro de 1931 — Porto Alegre, 11 de julho de 2008) foi um ator e jogador de futebol brasileiro.

## Carreira futebolística
Breno Mello morou no bairro Niterói, na cidade de Canoas (vizinha de Porto Alegre), onde outros craques como Paulo Roberto Falcão (Rua Itália, Bairro Niterói, Canoas) e João Batista da Silva (Rua Curupaiti, no Bairro Niterói), ambos iniciaram jogando futebol nos campos da várzea. Começou a jogar no São José de Porto Alegre, onde nasceu e de destacou no Renner da mesma cidade, clube pelo qual se tornou campeão gaúcho de 1954, quebrando a hegemonia da dupla Grêmio e Internacional, e ídolo nos anos 1950. Breno foi integrante da seleção gaúcha de 1955.
Em 1957, chegou ao Corinthians. Estreou em 9 de março, na vitória sobre o Olympic Club por 4 a 2, em partida amistosa. Ficou no clube apenas naquele mês, onde disputou 4 jogos amistosos e marcou 2 gols.
No mesmo ano, atuou pelo Santos, onde esteve presente em 6 jogos anotando 2 gols. Um dos jogos foi a última partida do Rei Pelé como amador, o amistoso disputado em 20 de junho de 1957, em Paranaguá, diante do Rio Branco local, no qual Breno marcou um dos gols da vitória por 3x2.
Em 1958, chegou ao Fluminense.
Já esquecido, Breno Mello chegou em 1964 ao Água Verde (hoje Paraná Clube), onde foi embora sem causar impacto, sendo apenas reserva.
De Curitiba, Breno se mudou para Novo Hamburgo, onde parou de jogar no Novo Hamburgo.

### Títulos
Renner
- Campeonato Gaúcho: 1954
- Campeonato Citadino de Porto Alegre: 1954

## Carreira de ator

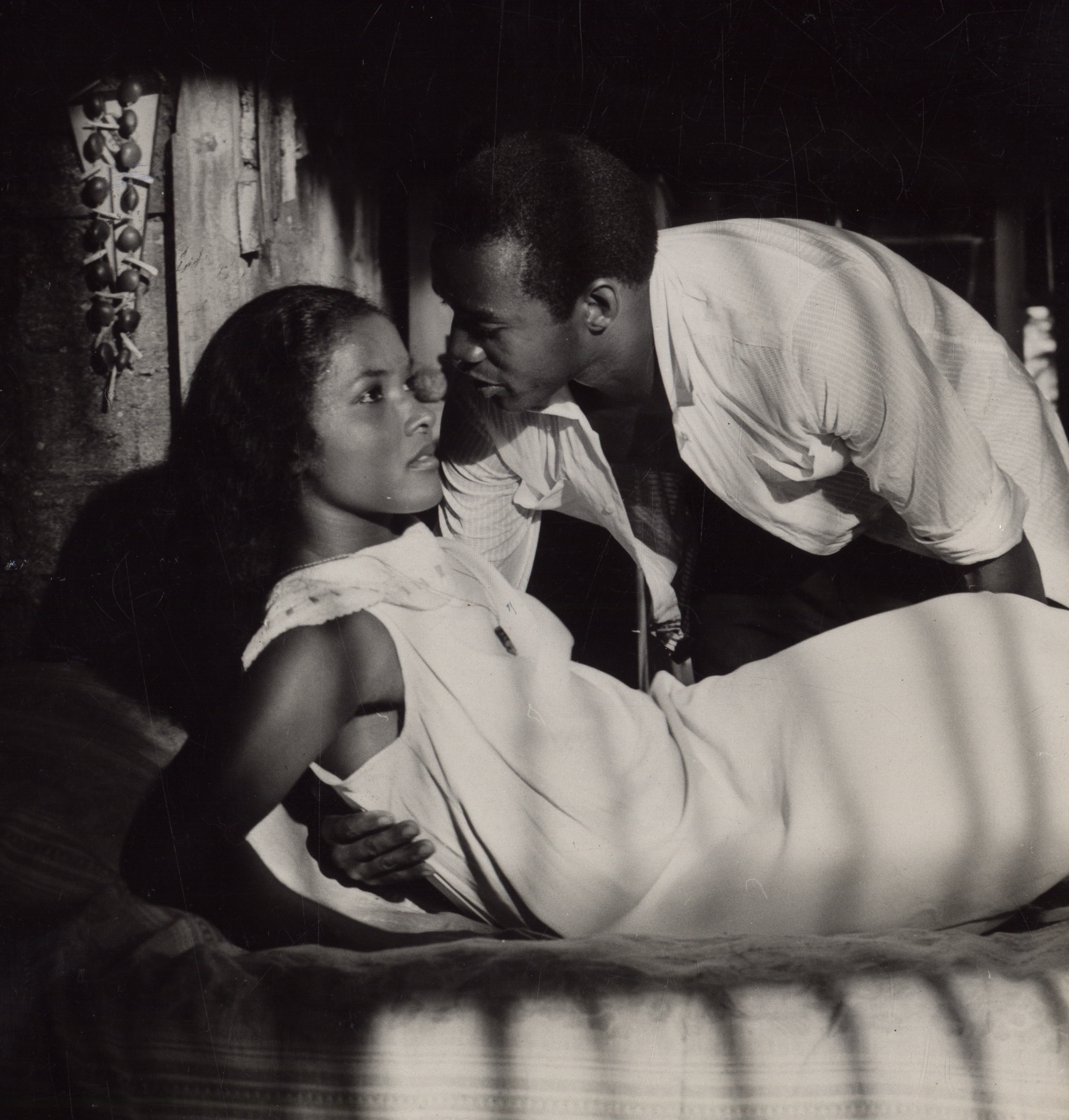
Bruno atuando em Orfeu Negro ao lado de Marpessa Dawn

Em 1959, quando defendia o Fluminense, recebeu um convite para estrelar Orfeu Negro (Orphée Noir em francês), dirigido pelo cineasta francês Marcel Camus. Ele foi o escolhido entre os mais de trezentas candidatos ao papel. No filme, ele contracenou com a atriz Marpessa Dawn e cantou as canções "A Felicidade" e "Manhã de Carnaval", tendo sido dublado por Agostinho dos Santos. O filme ganhou inúmeros prêmios, entre os quais a Palma de Ouro em Cannes, em 1959, o Globo de Ouro e o Oscar de filme estrangeiro em 1960. O filme também contribuiu para o grande sucesso da bossa nova no exterior.[carece de fontes?]
Breno fez depois mais cinco filmes.
Até 2004 Mello esteve distante das telas e, desde então, foi procurado para aparecer no documentário para televisão À la recherche d'Orfeu Negro, para falar do impacto causado pelo filme Orfeu Negro na música brasileira.[carece de fontes?]
Breno participa do documentário Renner - o Papão de 54, de Alexandre Derlam, lembrando a façanha do seu antigo clube.

### Filmografia
- 1959 - Orfeu Negro.... Orfeu
- 1963 - Os Vencidos
- 1963 - Rata de puerto
- 1964 - O Santo Módico
- 1973 - O Negrinho do Pastoreio.... negro
- 1988 - Prisioneiro do Rio.... Silêncio

## Vida pessoal
Breno Mello foi casado com Liége Lourdes dos Santos Mello e teve quatro filhos, Jorge, Paulo, Susete e Liéte Mello. Ele também viveu em Florianópolis, no estado de Santa Catarina, ao lado de Amelina Santos Corrêa, conhecida como Mana, com quem teve sua filha mais nova, Letícia Mello.[carece de fontes?]

### Morte
Breno Mello faleceu aos 76 anos, vítima de um infarto.